# Ожигин, Степан Петрович
Степан Петрович Ожигин (15 (28) июля 1916, Новотроицк, Российская империя — 4 июля 1992, Нижний Новгород, Россия) — советский актёр, народный артист РСФСР.

## Биография
Степан Ожигин родился 28 июля 1916 года. Начал работать актёром в театрах Стерлитамака и Белебея в 1934—1936 гг. В 1936 году стал актёром Куйбышевского ТРАМа и учился в театральных мастерских при этом театре. Затем работал в театрах Кузнецка, Ульяновска.
С 1939 по 1946 год проходил службу в армии, участник Великой Отечественной войны.
С 1946 года с увольнением из армии возвращается на театральную сцену. Играл в театрах Киева (Театр транспорта), Курска, Ижевска, Саратовском драматическом театре.
В Горьковском (Нижегородском) театре драмы имени Горького работал с 1969 по 1991 год.
Похоронен на Бугровском кладбище Нижнего Новгорода.

## Признание и награды
- Народный артист РСФСР (1958)

## Роли в театре

### Куйбышевский ТРАМ
- «Начало жизни» — Лев
- «Виндзорские камушки» — Фентон

### Саратовский академический драматический театр им. К. Маркса
- «Молодая гвардия» — Олег Кошевой
- «Гроза» — Борис
- «Виринея» Сейфуллиной и Правдухина
- «Коварство и любовь» Шиллера — Фердинанд
- «Пролитая чаша» А.Глобы — Чжан Гун
- «Вей ветерок» Райнис — Улдыс

### Государственный Воронежский академический театр драмы имени А. Кольцова
- «За тех кто в море» Лавренёва — Максимов
- «Оптимистическая трагедия» — Алексей
- «Игрок» Достоевского — Алексей Иванович
- «На дне» Горького — Актёр
- «Океан» Штейна — Платонов
- «Чайка» Чехова — Треплев
- «Четвёртый» К.Симонова — Он
- «Алексей Кольцов» Кораблинова — Кольцов

### Нижегородский государственный академический театр драмы имени М. Горького
- «На дне» (М.Горький) — Актёр
- «Дети солнца» (М.Горький) — Протасов
- «Последние» (М.Горький) — Яков Коломийцев
- «Моё сердце с тобой» (Ю.Чепурин) — Мефодьев
- «Пассажирка» (З.Посмыш) — Кречмер
- «Третья патетическая» (Н.Погодин) — Ленин
- «Враги» (М.Горький) — Захар Бардин
- «Муж и жена снимут комнату» (М.Рощин) — отец Алёши
- «Верность» (В.Панова) — Евсеев
- «Действующие лица» (А.Гельман) — Лоншаков
- «Гнездо глухаря» (В.Розов) — Судаков
- «Жизнь на грешной земле» (А.Иванов) — Павел Демидов
- «Гибель эскадры» (А.Корнейчук) — командир флагмана
- «Закон вечности» (Н.Думбадзе) — Ибрданишвили
- «Вы чьё, старичьё?» (Б.Васильев) — Глушков
- «1418 дней и ночей» (Ю.Хмелецкий) — Василевский
- «Брат мой» (В. М. Шукшин) — Северьян